# جیووانی تائورمینا
جیووانی تائورمینا (انگلیسی: Giovanni Taormina؛ زادهٔ ۸ مهٔ ۱۹۸۸) بازیکن فوتبال اهل ایتالیا است.
از باشگاه‌هایی که در آن بازی کرده‌است می‌توان به باشگاه فوتبال کومو، باشگاه فوتبال سمپدوریا، باشگاه فوتبال سورنتو کالچو، و باشگاه فوتبال آلساندریا اشاره کرد.